# Basset de Artois
O basset de Artois, originalmente chamado basset d'Artois, é uma raça menor, de pernas curtas, variação do Cão de Artois. Reconhecida no Brasil um ano após seu parente, possui características bastante semelhantes, principalmente na pelagem, baixa e colorida. Bem como seu predecessor, é usado em caçadas e para o trabalho.